# Stellifer lanceolatus
Stellifer lanceolatus är en fiskart som först beskrevs av John Edwards Holbrook, 1855.  Stellifer lanceolatus ingår i släktet Stellifer och familjen havsgösfiskar. Inga underarter finns listade i Catalogue of Life.